# Kanton Kassel
Kassel (Frans: Cassel) is een voormalig kanton van het Franse Noorderdepartement. Het kanton maakte deel uit van het arrondissement Duinkerke. In 2015 is dit kanton opgegaan in de nieuw gevormde kantons: kanton Belle en het Kanton Wormhout.

## Gemeenten
Het kanton Kassel omvatte de volgende gemeenten:
- Arneke (Arnèke)
- Bavinkhove (Bavinchove)
- Buisscheure (Buysscheure)
- Hardefoort (Hardifort)
- Kassel (Cassel) (hoofdplaats)
- Noordpene (Noordpeene)
- Ochtezele (Ochtezeele)
- Okselare (Oxelaëre)
- Rubroek (Rubrouck)
- Sint-Mariakappel (Sainte-Marie-Cappel)
- Wemaarskappel (Wemaers-Cappel)
- Zermezele (Zermezeele)
- Zuidpene (Zuytpeene)